# Парламентарни избори в Северна Корея (2019)
Парламентарните избори в Северна Корея през 2019 г. са четиринадесети избори за Върховно събрание и са проведени на 10 март.
Изборите са обявени на 6 януари 2019 г. Със само един кандидат в бюлетината във всеки избирателен район, външните наблюдатели ги наричат показни избори. Избрани са 687 кандидати за депутати на КНДР във Върховното събрание. Ким Чен Ун не се кандидатира, като за първи път лидер на Северна Корея не участва като кандидат.

## Изборен ден
В 11:00 ч. Ким Чен Ун гласува в под-избирателен район № 40 на избирателен район № 10 Киогу, разположен в Технологичния университет Ким Чаек, и гласува за ректора на университета Хонг Со Хон като депутат във Върховното народно събрание.
Към 12:00 ч. Централната избирателна комисия съобщава, че избирателната активност е достигнала 56,76%; избирателната активност достига 92,35% до 15:00 ч.
В 18:00 ч. Централната избирателна комисия съобщава, че всички гласоподаватели, с изключение на тези в чужбина или работещите в морето, са участвали в изборите и че гласовете се броят.

## Резултати
| Коалиция                                        | Партия                               | Гласове | %     | Места |
| ----------------------------------------------- | ------------------------------------ | ------- | ----- | ----- |
| Демократичен фронт за обединение на отечеството | Корейска работническа партия         |         | 100   | 682   |
| Демократичен фронт за обединение на отечеството | Социалдемократическа партия на Корея |         | 100   | 682   |
| Демократичен фронт за обединение на отечеството | Чондоистка партия                    |         | 100   | 682   |
| Демократичен фронт за обединение на отечеството | Независими                           |         | 100   | 682   |
| Демократичен фронт за обединение на отечеството | Асоциация на корейците в Япония      | 5       | 100   |       |
| Общо                                            | Общо                                 |         | 100   | 687   |
| Регистрирани гласове/активност                  | Регистрирани гласове/активност       |         | 99.99 | –     |
| Източник:                                       |                                      |         |       |       |